# Anita Keiper
Anita Keiper (geb. 20. Mai 1961 in Markt Allhau) ist eine österreichische Verlegerin.

## Leben und Karriere
Keiper studierte an der Universität Graz Deutsch und Englisch auf Lehramt (ohne Abschluss). Sie arbeitete im Österreichischen Sprachen-Kompetenz-Zentrum, einem vom Bundesministerium für Bildung, Wissenschaft und Forschung beauftragten Fachinstitut für die Förderung des Sprachenlernens und -lehrens.
2008 gründete sie den Verlag edition keiper mit Sitz in Graz, dessen Geschäftsführerin sie seit der Gründung ist.

## Veröffentlichungen
- (als Mitherausgeberin) Weil du die Welt bist : neue Liebesgedichte. Graz: Edition Keiper, 2011, ISBN 978-3-9503184-4-9.
- (als Herausgeberin) Wovon zu schreiben ist : Autorinnen öffnen ihre Schreibräume. Edition Keiper, 2018, ISBN 978-3-903144-49-1.
- (gemeinsam mit Margarete Nezbeda) Das europäische Sprachenportfolio in der Schulpraxis: Anregungen und Unterrichtsbeispiele zum Einsatz des ESP. Graz: Österreichisches Sprachen-Kompetenz-Zentrum, 2007, ISBN
- (als Herausgeberin) Hugo Keiper. Er wünscht sich des Himmels Tuch: über Autoren und ihre Werke. Graz: Edition Keiper, 2020, ISBN 978-3-903322-14-1.